# Guerrino Carraro
Guerrino Carraro (Breganze, 23 dicembre 1921 – Breganze, 2012) è stato un calciatore e allenatore di calcio italiano, di ruolo centrocampista.

## Carriera
Ha esordito in Serie A con la maglia del Palermo l'11 novembre 1945 in Pescara-Palermo (0-0).
Ha giocato in massima serie anche con le maglie di Vicenza e Triestina.